# Canindé (ort)
Canindé är en ort i Brasilien.   Den ligger i kommunen Canindé och delstaten Ceará, i den östra delen av landet, 1 600 km nordost om huvudstaden Brasília. Canindé ligger 154 meter över havet och antalet invånare är 42 720.
Terrängen runt Canindé är platt. Det finns inga andra samhällen i närheten.
Omgivningarna runt Canindé är huvudsakligen savann. Runt Canindé är det ganska tätbefolkat, med 52 invånare per kvadratkilometer.